# 川口虎雄
川口 虎雄（かわぐち とらお、1871年10月4日〈明治4年8月20日〉- 1944年〈昭和19年〉5月16日）は、日本の土木工学者・教育者。

## 経歴
福岡県上妻郡津江村（現・八女市津江）に生まれる。1890年福岡県立尋常中学修猷館、1892年第五高等中学校工科を経て、1895年帝国大学工科大学土木工学科を卒業する。
1895年熊本県技手、翌1896年技師となり、国の重要文化財に2004年に指定された旧郡築新地甲号樋門（郡築三番町樋門、熊本県八代市）などを設計している。1900年第五高等学校教授・工学部土木科主任に就任。1905年から2年間アメリカ、フランスに留学してコロンビア大学等で学び、1906年官制改革により第五高等学校工学部から改称された熊本高等工業学校の教授となる。土木工学科長を経て、1911年熊本高等工業学校第2代校長に就任する。熊本高等工業学校は、現在の熊本大学工学部の母体となった。
このころ、広島においても高等工業学校設置の要望が高まり、1918年第10高等工業学校創立委員に川口ら5名が任命され、1920年広島高等工業学校が設置されると初代校長に川口が就任した。教育方針として「人格の陶冶」（人の性質や能力を円満に育て上げること）を重視し、1926年の校則改正では「品性ノ備ラザルモノハ進級セシメザル方針」と記したほどであった。一方で、生徒を青年紳士として取り扱い、生徒を規制する細かな規則を設けなかった。広島高等工業学校は、現在の広島大学工学部の母体となった。
また、広島市の要望を受ける形で、1924年に夜間工業学校である広島市工業専修学校を開校させ、自らその校長となり、広島高等工業学校の校舎を提供するとともに、教官たちに授業を担当させた。同校はその後1937年に広島市工業学校となり、戦後に広島市立広島工業高等学校となった。
その後、1936年に高齢を理由に依願免本官となるまで、16年余にわたり広島高等工業学校を発展させることに寄与した。1944年5月16日広島市において死去。
広島工業会は、1931年に川口の還暦寿像を除幕している。この像は現在広島大学工学部の中庭に安坐している。

## 栄典
- 1922年（大正11年）12月11日 - 正四位[7]